# Bikubenfondens Museumspriser
Bikubenfondens Museumspriser er fællesbetegnelsen for Den Danske Museumspris og Publikums Museumspris. De to museumspriser er indstiftet af Bikubenfonden og uddeles til danske museer for at hylde nyskabende og kvalitetsbetonet formidling eller særlige initiativer, der rækker ud over museernes normale arbejdsområde.
Den Danske Museumspris blev første gang uddelt i 2002. Fra 2004 uddeltes Bikubens Museumslegat og fra 2007 uddeltes Museumsjuryens Specialpris. De to sidstnævnte blev dog i 2012 erstattet af Publikums Museumspris.

## Den Danske Museumspris
Den Danske Museumspris tildeles årligt til et museum for: En betydende, national eller regional, kvalitetsbetonet indsats inden for de seneste år i arbejdet med de museale kerneopgaver: Indsamling og erhvervelse, samlingernes præsentation og bevaring, forsknings- og formidlingsvirksomhed, udstillinger eller andre initiativer, der rækker ud over museets normale arbejdsområde, f.eks. i forhold til det omgivende samfund.
Det vindende museum modtager prisen samt 500.000 kr.

### Modtagere af Den Danske Museumspris
- 2002 Silkeborg Museum
- 2003 Zoologisk Museum
- 2004 ARoS Aarhus Kunstmuseum
- 2005 Kunstindustrimuseet
- 2006 Museet for Fotokunst
- 2007 Kertemindeegnens Museer
- 2008 Thorvaldsens Museum
- 2009 Den Gamle By
- 2010 Museum Sønderjylland – Kunstmuseet Tønder
- 2011 Herning museum of contemporary art (HEART)
- 2012 Statens Museum for Kunst

## Publikums Museumspris
Publikums Museumspris tildeles et af fem nominerede museer, som udvælges af en jury nedsat af betydningsfulde folk inden for museums- og kulturverdenen.
Nomineringen sker efter skiftende kriterier hvert år.
Årets nomineringkriterie 2012: "Museer der i særlig grad har iværksat projekter, der tager udgangspunkt i den lokale forankring og som gør noget ekstra for publikumsoplevelsen.
Nominerede museer i 2012:
- Roskilde Museum
- Københavns Museum
- Lindholm Høje Museet
- Moesgård Museum
- ARKEN Museum for Moderne Kunst

Det vindende museum modtager prisen samt 200.000 kr.

### Modtagere af Publikums Museumspris
- 2012 Roskilde Museum

## Museumsjuryens Specialpris
Museumsjuryens Specialpris blev mellem 2006-2010 uddelt til et museum, der havde udvist originalitet og faglig kunnen i løsningen af en særlig opgave inden for de museale kerneområder.
Det vindende museum modtog prisen samt 100.000 kr.

### Modtagere af Museumsjuryens Specialpris
- 2007 Horsens Kunstmuseum
- 2008 Vikingeskibsmuseet, Roskilde
- 2009 Østsjællands Museum
- 2010 Kulturhistorisk Museum Randers

## Bikubens Museumslegat
Bikubens Museumslegat var et personlegat som blev uddelt for en særlig indsats og løft af det faglige niveau indenfor formidling.
Den vindende person modtog prisen samt 50.000 kr.

### Modtagere af Bikubens Museumslegat
- 2004 Falk Mikkelsen, direktør for Give-Egnens Museum
- 2005 Leila Krogh, direktør for J.F. Willumsens Museum
- 2006 Poul Erik Tøjner, direktør for Louisiana Museum for Moderne Kunst
- 2007 Teresa Nielsen, museumsinspektør på Vejen Kunstmuseum
- 2008 Jette Christiansen, museumsinspektør ved Ny Carlsberg Glyptotek
- 2009 Gertrud Hvidberg-Hansen museumsinspektør ved Fyns Kunstmuseum og Gertrud Oelsner, museumsinspektør ved Fuglsang Kunstmuseum
- 2010 Kjeld von Folsach, dr.phil., museumsdirektør, Davids Samling